# Magnus Johansson (calciatore 1964)
Magnus Johansson (Göteborg, 5 ottobre 1964) è un allenatore di calcio ed ex calciatore svedese, di ruolo centrocampista.

## Carriera

### Giocatore

#### Club
Johansson cominciò la carriera con la maglia dello Holmalund, per poi passare al Göteborg. Vinse il campionato 1990 in squadra, per poi accordarsi con il Västra Frölunda. Si trasferì successivamente ai norvegesi del Brann, per cui esordì nella Tippeligaen in data 2 maggio 1993, quando fu schierato titolare nel successo per 2-1 sullo HamKam. Il 4 luglio arrivò la sua prima rete nella massima divisione norvegese, nella vittoria per 3-2 sul Fyllingen. Nel 1997 fu ingaggiato dallo Haugesund, debuttando in squadra il 13 aprile 1997, impiegato come titolare nel pareggio per 1-1 contro il Tromsø. Il 3 agosto successivo segnò la prima rete, sancendo il definitivo 1-0 sul Viking.

### Allenatore
Dopo aver appeso gli scarpini al chiodo, Johansson diventò allenatore del Nord nel 1999, portando la squadra nella 2. divisjon. Nel 2002 fu ingaggiato dal Løv-Ham, formazione che condusse fino in Adeccoligaen. L'anno scorso guidò il club alla salvezza e, nel 2006, diventò tecnico del Bryne. Rassegnò le dimissioni a metà stagione, passando nel 2007 allo Åsane. Vi rimase fino al 2011.

## Palmarès

### Giocatore

#### Club

##### Competizioni nazionali
- Campionato svedese: 1

Göteborg: 1990

##### Competizioni internazionali
- Coppa UEFA: 1

Göteborg: 1986-1987